# 森裕司
森 裕司（もり ゆうじ、1953年（昭和28年）11月21日 - 2014年（平成26年）9月17日）は、日本の動物行動学者。高知県出身。東京大学大学院農学生命科学研究科教授。

## 経歴
高知県高知市生まれ。
東京大学農学部を卒業後、同大大学院博士課程、東京農工大学助教授などを経て、東京大学大学院農学生命科学研究科教授となった。
2014年9月17日午後3時24分、閉塞性細気管支炎のため東京都文京区の病院で死去。60歳没。

### 学歴
- 1972年 土佐高等学校卒業
- 1977年 東京大学農学部畜産獣医学科卒業
- 1979年 東京大学大学院修士課程修了
- 1982年 東京大学大学院博士課程修了

### 職歴
- 1982年 東京農工大学農学部獣医学科 助手
- 1983年 オーストラリア・モナッシュ大学 訪問研究員
- 1987年 東京農工大学農学部獣医学科 助教授
- 1991年 東京大学農学部獣医学科 助教授
- 1997年 東京大学大学院農学生命科学研究科獣医動物行動学研究室 教授
- 2003年-2008年 基礎生物学研究所行動生物学研究部門 教授（併任）

## 主な活動

### 学会
- 1995年 日本繁殖生物学会 理事
- 1995年 ヒトと動物の関係学会 編集委員長・副会長
- 1997年 日本繁殖生物学会 編集委員長・常任理事
- 2000年 日本生殖内分泌学会 理事
- 2003年 日本比較内分泌学会 幹事
- 2004年 日本獣医学会 編集委員長・常任理事
- 2004年 日本獣医学会 理事

### 学内委員
- 2000年 広報委員会 室長
- 2001年 総長補佐会 総長補佐
- 2002年 全学広報委員会 委員長
- 2004年 応用動物科学専攻 専攻長
- 2008年 応用動物科学専攻 専攻主任
- 2008年 農学生命科学研究科国際委員会 委員長
- 2009年 教育研究評議会 評議員
- 2009年 農学生命科学研究科・農学部 副研究科長・副学部長
- 2009年 研究科教育会議 議長

### 学外委員
- 2003年 基礎生物学研究所 客員教授
- 2005年 日本動物保護管理協会 副会長
- 2006年 日本学術会議 連携会員
- 2007年 動物愛護社会化推進協会 理事

### 学外での活動
- 平成基礎科学財団 理事（学内で親交のある小柴昌俊が理事長を務める）

## 著書
- 時間生物学ハンドブック（朝倉書店、1991）
- 脳と生殖（学会出版センター、1998）
- 動物看護のための動物行動学（ファームプレス、2004）